# دانشگاه آزاد اسلامی واحد بروجرد

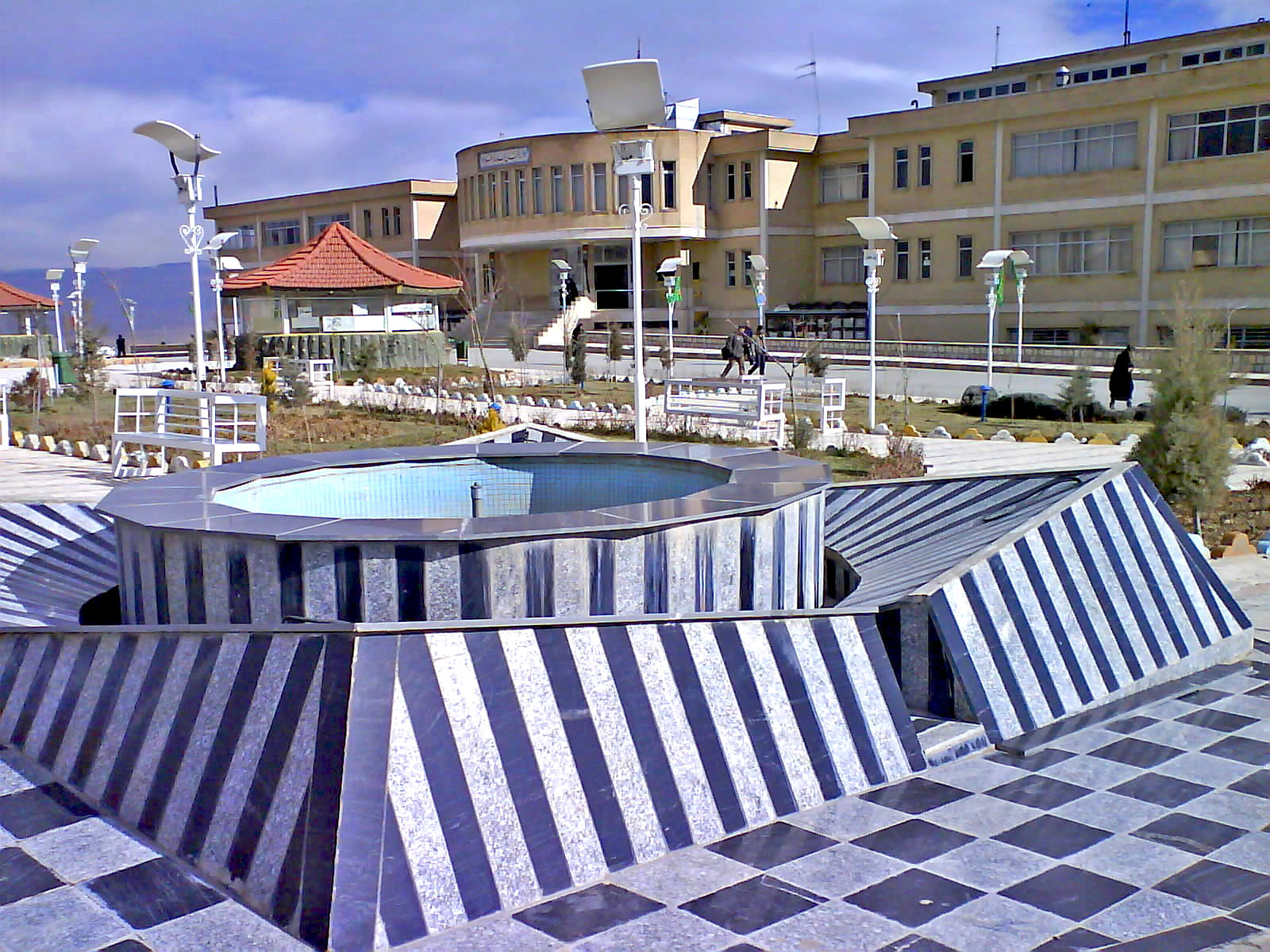
دانشگاه آزاد اسلامی واحد بروجرد.

دانشگاه آزاد اسلامی واحد بروجرد یکی از  مراکز آموزش عالی در استان لرستان است. این دانشگاه که یکی از قدیمی‌ترین واحدهای دانشگاه آزاد اسلامی و جزو واحدهای جامع این دانشگاه است، در ۶ مهرماه سال ۱۳۶۲ در غرب شهر بروجرد بنیاد شد. این دانشگاه نخستین واحد احداث شده دانشگاه آزاد اسلامی در منطقه پنج است که شامل استان‌های لرستان، مرکزی و همدان می‌شود. همچنین دانشگاه آزاد اسلامی بروجرد از نظر قدمت تأسیس، پنجمین واحد احداثی دانشگاه آزاد اسلامی در ایران محسوب می‌شود.
دانشگاه آزاد واحد بروجرد با حدود ۱۳۰ رشته کاردانی، کارشناسی، کارشناسی ارشد و دکتری و نیز مجموعه علوم پزشکی در سال ۱۳۹۰ نزدیک به ۱۴۰۰۰ دانشجوی بومی و غیر بومی داشته‌است. بنابر اظهار رئیس دانشگاه، با احتساب دانشجویان واحد علوم و تحقیقات، در پائیز ۱۳۹۱ جمعاً ۱۴۷۱۳ دانشجو در این دانشگاه مشغول به تحصیل بوده‌اند که به این ترتیب این دانشگاه، بزرگترین واحد دانشگاهی استان لرستان به حساب می‌آید.

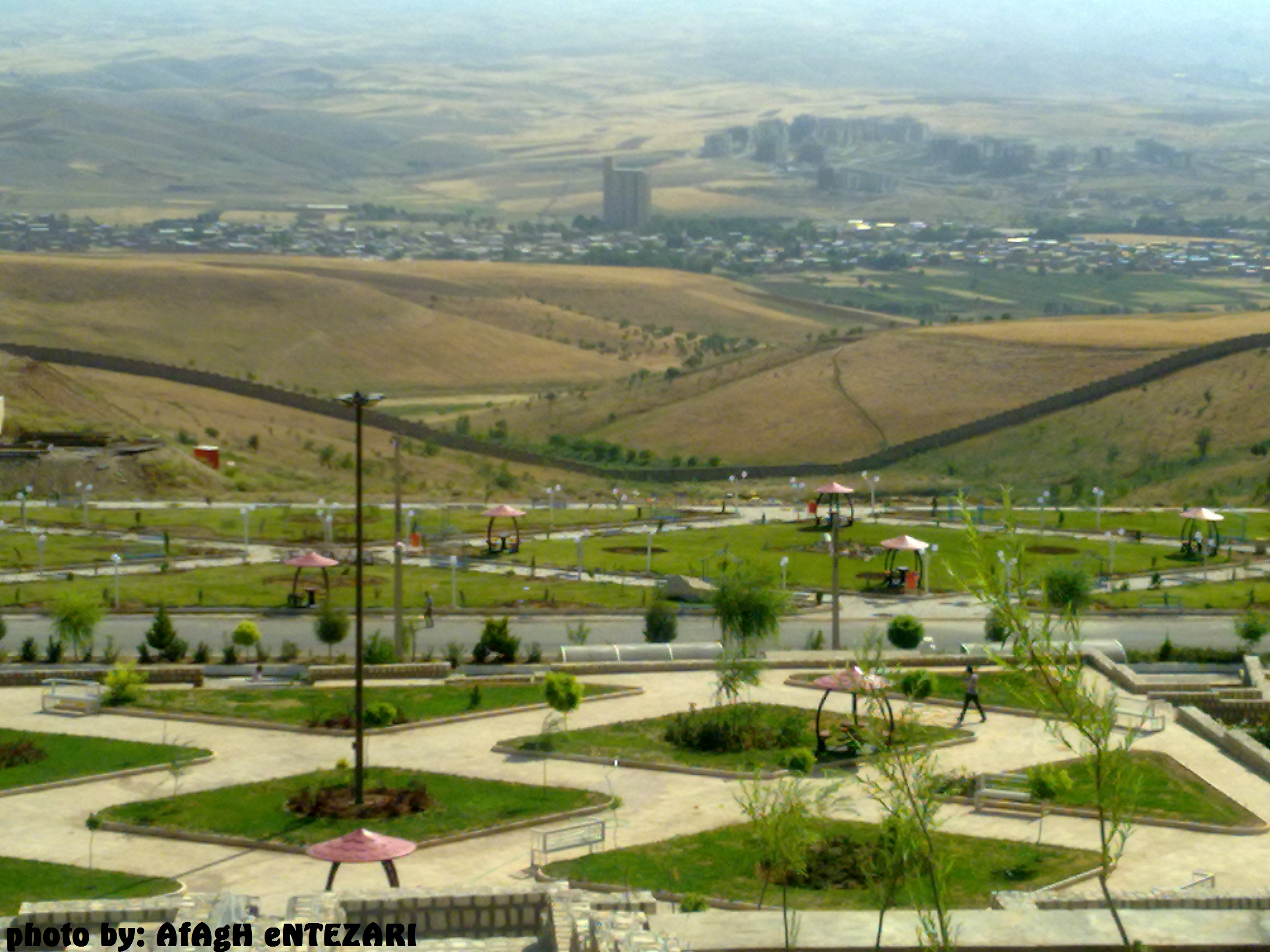
محوطه دانشکده فنی و مهندسی

## پردیسها و مراکز آموزشی
- مجتمع دانشگاهی امام خمینی: این مجتمع دانشگاهی در پنج کیلومتری غرب شهر بروجرد و در ناحیه‌ای نیمه کوهستانی بنا شده‌است و در حال حاضر پردیس اصلی دانشگاه به حساب می‌آید.
- مجموعه علوم پزشکی دانشگاه آزاد اسلامی واحد بروجــرد
- پردیس قدیمی دانشگاه: ساختمان قدیمی دانشگاه در میدان دانشگاه در بلوار مدرس بروجرد قرار دارد و تا پیش از افتتاح مجتمع امام خمینی، هسته اصلی دانشگاه به حساب می‌آمد.